# Martine Brand

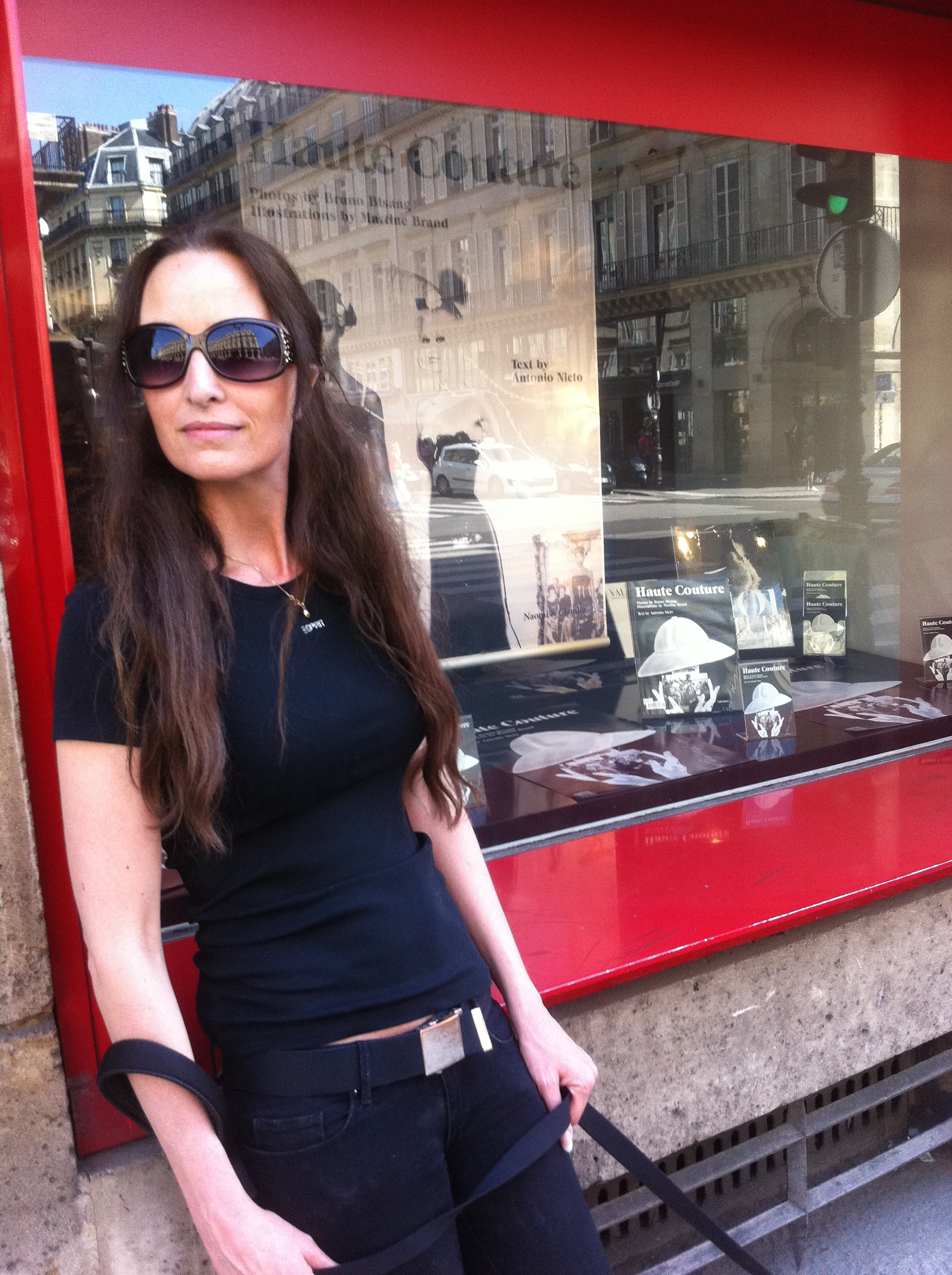
Martine Brand, Parijs, art decorative de louvre

Martine Brand (Dordrecht, 1 januari 1971) is een Nederlands kunstschilder en illustratrice van (mode)tijdschriften en kinderboeken. Haar portretten in olieverf kenmerken zich door een klassieke stijl met neoklassieke details. Haar illustraties zijn geïnspireerd op de haute-couture-collecties van grote modehuizen en grote namen binnen de modewereld. Deze illustraties werden onder meer gepubliceerd in Vogue, L’Officiel, Nouveau, Elegance, Marie Claire Catwalk en dagblad Het Parool. Verder zijn haar schilderijen en illustraties verschenen in Collections by Martine Brand, een bookazine dat Martine Brand van 2011 tot 2016 in samenwerking met MHS Publishing uitgaf tijdens de Fashion Weeks wereldwijd. Ook is haar werk te zien op kunstbeurzen, tentoonstellingen en solo-exposities in zowel binnen- als buitenland. 

## Loopbaan

### Opleiding
In 1992 voltooide Martine Brand de opleiding Mode en Kleding in Rotterdam. In 1997 studeerde ze af als tekenaar aan de Hogeschool voor de Kunsten in Amsterdam.  

### Boeken, magazines, film
Van 2011 tot 2016 gaf Brand in samenwerking met het Engelse MHS Publishing – een uitgeverij van modefotograaf Michel Haddi – het bookazine Collections by Martine Brand uit. In dit tweejaarlijkse modemagazine tekende ze mode-illustraties geïnspireerd op de collecties van grote modehuizen en schilderde ze portretten van ontwerpers en modellen. Hiervoor werkte ze samen met stylist Benjamin Galopin en met Tom Florio, de uitgever van de Amerikaanse Vogue. Het bookazine werd tijdens Fashion weeks in 32 landen gedistribueerd door COMAG, onder supervisie van voormalig Condé Nast-redacteur Anna Harvey. Daarna was Brand executive producer voor de modefilm Roma van Michel Haddi.
In deze periode komt ook Haute Couture by Martine Brand uit, een samenwerking met de modefotograaf Bruno Bisang. Op de boekomslag illustreert ze haute couture uit de collectie van Chanel, gedragen door topmodellen Claudia Schiffer en Naomi Campbell. 

### Illustraties in opdracht
Voor advertentiebureau David Lipman in New York illustreerde Martine Brand in 2013 de Dior Shopping Bag. In de periode hierna maakte ze de illustraties haute-coutureparels in opdracht van Chanel. Ook portretteerde ze Karl Lagerfeld die jureerde voor de Jonge Ontwerpers Prijs van LVMH. Voor Giorgio Armani illustreerde ze het Ice Parfum. Tussen 2013 en 2015 werkte ze als illustratrice voor de Italiaanse editie van het modetijdschrift L'officiël en was ze blogger voor hun website. In 2014 vroeg nieuwszender Nowfashion haar om de nieuwsrubriek van modejournalist Antonio Manlio Nieto te illustreren. Tussen 2014 en 2019 maakte Martine Brand advertenties voor onder andere Chopard, Piaget en de Rose Ring.  Ze exposeerde haar schilderijen en tekende de uitnodiging voor een evenement van het juwelenmerk Chopard ter gelegenheid van het Chinees Nieuwjaar.
Voor de Amerikaanse artiestenmanager Jerry Brandt illustreerde Martine Brand in 2015 de biografie It’s A Short Walk From Brooklyn If You Run, met portretten van Tina Turner (cover), Sam Cooke, The Rolling Stones en Muhammad Ali. Daarnaast wordt Martine als eerste Nederlandse mode-illustratrice gevraagd werk te leveren voor de Contour-collectie van Getty Images. Voor White Star Publishers portretteerde ze voormalig Dior-ontwerper John Galliano in het boek Masters of Fashion, The Leading Figures behind the Dream. 

### Exposities
In juni 2014 exposeerden Martine Brand en fotograaf Bruno Bisang werk uit Haute Couture by Martine Brand in de Keulse galerie Kaune, Posnik, Spohr. Deze expositie reisde door naar Art Cologne, waar contact werd gelegd met Pien Rademakers, wat leidde tot een solo-expositie van Brand in Rademakers' galerie in Amsterdam, waar ook werk van Bruno Bisang te zien was. Van 2014 tot 2017 nam Brand met Galerie Pien Rademakers (nu Rademakers Gallery) deel aan twaalf internationale kunstbeurzen. 
In 2017 werd Brands olieverfschilderij van de Holocaust-overlever Alice Herz-Sommer genomineerd door de National Portrait Gallery in Londen. In juni 2018 werden tien Nederlandse, waaronder Martine Brand, door de Nederlandse Rijksoverheid uitgenodigd in Shanghai voor een solo-expositie in het Duo Yun Xuan Art Museum. De opening van de expositie werd verricht door de Nederlandse consul-generaal Anneke Adema. In juli 2019 exposeerde Brand het schilderij van Alice Herz-Sommer in de gezamenlijke expositie Lang Leve Rembrandt in het Rijksmuseum.

### Eigen collecties
In 2019 creëerde Martine Brand een modecollectie in opdracht van Numa Kapital BV van Roelof Bijlsma. Ook maakte ze ontwerpen voor haar eerste juwelencollectie. 

### Kinderboeken
In 1998 tekende Brand voor uitgeverij Kluitman haar eerste kinderboekje Een Paard in de Tuin. In 1999 illustreerde ze Opa en Goeroe van Peter Koorn. Voor de Nederlandse uitgeverij Matchboox maakt Brand vanaf 2011 de tekeningen voor boeken van Philip Freriks, Sjoerd Kuyper, Tjibbe Veldkamp, Marion van de Coolwijk. 
In samenwerking met de Efteling illustreerde Martine Brand voor Matchboox de sprookjes Het meisje met de zwavelstokjes en De prinses op de erwt. In 2011 illustreerde ze voor Walt Disney het boek Cherry Blossom Jones, in samenwerking met Kidada Jones. Met de Amerikaanse filmmaker Cary Woods illustreerde ze The Puzzleman. In 2018 en 2019 illustreerde Brand Brandee het Brandweermeisje van Sharon Wünsch. Deel 1 werd in 2017 gelanceerd op het landelijke Brandweercongres in De Efteling. Deel 2, Brandee in de Tropen, is genomineerd voor de Joke Smitprijs. 
Eind 2019 werkte Brand aan een kinderboek en filmanimatieproject, Lil Animals, met filmmaker Cary Woods en filmregisseur Gary Breslin.

## Exposities
- Pan Amsterdam, PAN Amsterdam[1]
- Art RaiFiac en Grand Palais, Luxery fair Amsterdam
- North Sea Jazz Contemporary, Rotterdam Ahoy
- Carrousel du Louvre, Parijs, in samenwerking met Condé Nast Publications, Salon D’automne, Fiac en Grand Palais
- Musée des Arts Décoratifs du Louvre, Parijs
- Constantin Palais, Sint Petersburg
- Champs Élysées, Société du Salon d’Automne, Parijs
- Art Israël, Tel Aviv
- Gallery Pien Rademakers, Amsterdam
- Duo Yn Xuan Art Museum, Shanghai
- Rijksmuseum, Amsterdam

## Publicaties
- Collections autumn/winter 2011, MHS, COMAG
- Collections Spring/Summer 2012, MHS, COMAG
- Collections autumn/winter 2012. MHS, COMAG
- Collections autumn/winter 2012. MHS, COMAG
- Collections autumn/winter 2012. MHS, COMAG
- Michel Haddi & Martine Brand 2012, Matchboox
- Collections by Martine Brand, 2013, MHS, COMAG
- Haute Couture Bruno Bisang/Martine Brand, 2013, MHS, COMAG
- Collections Art, Martine Brand, 2013 MHSCOMAG
- Collections, Martine Brand, 2014, MHSCOMAG
- Supergirls, Bruno & Martine, 2015, Matchboox
- “Brandee het Brandweermeisje”, S Wünsch, M Brand
- ”Brandee in de tropen”, S Wünsch, M Brand